# Bakin Toullou
Bakin Toullou (auch: Bakin Tollou, Bakin Toulou) ist ein Dorf in der Stadtgemeinde Filingué in Niger.

## Geographie
Das Dorf liegt am Rand des Trockentals Dallol Bosso. Es befindet sich rund 14 Kilometer nordöstlich des Stadtzentrums von Filingué, der Hauptstadt des gleichnamigen Departements Filingué, das zur Region Tillabéri gehört. Zu den ländlichen Siedlungen in der Umgebung von Bakin Toullou zählen Fakaye, Tidani und Kahougué im Nordwesten, Ibankan im Nordosten, Chikal im Süden sowie Takawat I, Takawat II und Tounfalis im Südwesten.
Bakin Toullou besteht aus zwei Ortsteilen, die jeweils von eigenen traditionellen Ortsvorstehern (chefs traditionnels) geleitet werden: Bakin Toullou I (Lage) im Südwesten und Bakin Toullou II (Lage) im Nordosten.
Es herrscht das Klima der Sahelzone vor, mit einer durchschnittlichen jährlichen Niederschlagsmenge zwischen 300 und 400 mm. Das Waldgebiet von Bakin Toullou erstreckt sich über eine Fläche von 400 Hektar.

## Geschichte
Das Dorf Bakin Toullou wurde 1933 gegründet.

## Bevölkerung
Bei der Volkszählung 2012 hatte Bakin Toullou 1364 Einwohner, die in 288 Haushalten lebten. Bei der Volkszählung 2001 betrug die Einwohnerzahl 1293 in 172 Haushalten und bei der Volkszählung 1988 belief sich die Einwohnerzahl auf 1186 in 179 Haushalten.
|                  | Volkszählung 2012 | Volkszählung 2012 | Volkszählung 2001 | Volkszählung 2001 | Volkszählung 1988 | Volkszählung 1988 |
| ---------------- | ----------------- | ----------------- | ----------------- | ----------------- | ----------------- | ----------------- |
| Einwohner        | Haushalte         | Einwohner         | Haushalte         | Einwohner         | Haushalte         |                   |
| Bakin Toullou I  | 1025              | 166               | 713               | 95                | 856               | 126               |
| Bakin Toullou II | 339               | 122               | 580               | 77                | 330               | 53                |
| GESAMT           | 1364              | 288               | 1293              | 172               | 1186              | 179               |

## Wirtschaft und Infrastruktur
Viehwirtschaft wird in Bakin Toullou vor allem als Agropastoralismus, vereinzelt auch als Pastoralismus betrieben. Der Gemüseanbau wurde nach der Dürre von 1984 eingeführt, um die Abhängigkeit von Getreide zu verringern. Mit einem Centre de Santé Intégré (CSI) ist ein Gesundheitszentrum im Ort vorhanden. Es gibt eine Schule. Bakin Toullou ist über die 16,4 Kilometer lange Route 661 mit dem Stadtzentrum von Filingué verbunden. Es handelt sich um eine einfache Landstraße.